# Most na Císařskou louku
Most na Císařskou louku je příhradový ocelový most s parabolicky zakřivenými horními pasy a s dolní mostovkou, postavený v roce 1901 na návodním (jižním) konci Císařské louky, u hranice Smíchova a Hlubočep.
Umožňuje přístup ze smíchovského břehu na ostrov Císařská louka, který vznikl při vyhloubení Smíchovského přístavu. Na ostrov byl současně postaven také železniční most, který byl později snesen.
V územním plánu hlavního města Prahy je zaneseno i vybudování lávky při severním konci ostrova, kde v minulosti v některých obdobích fungoval přívoz na smíchovský břeh.

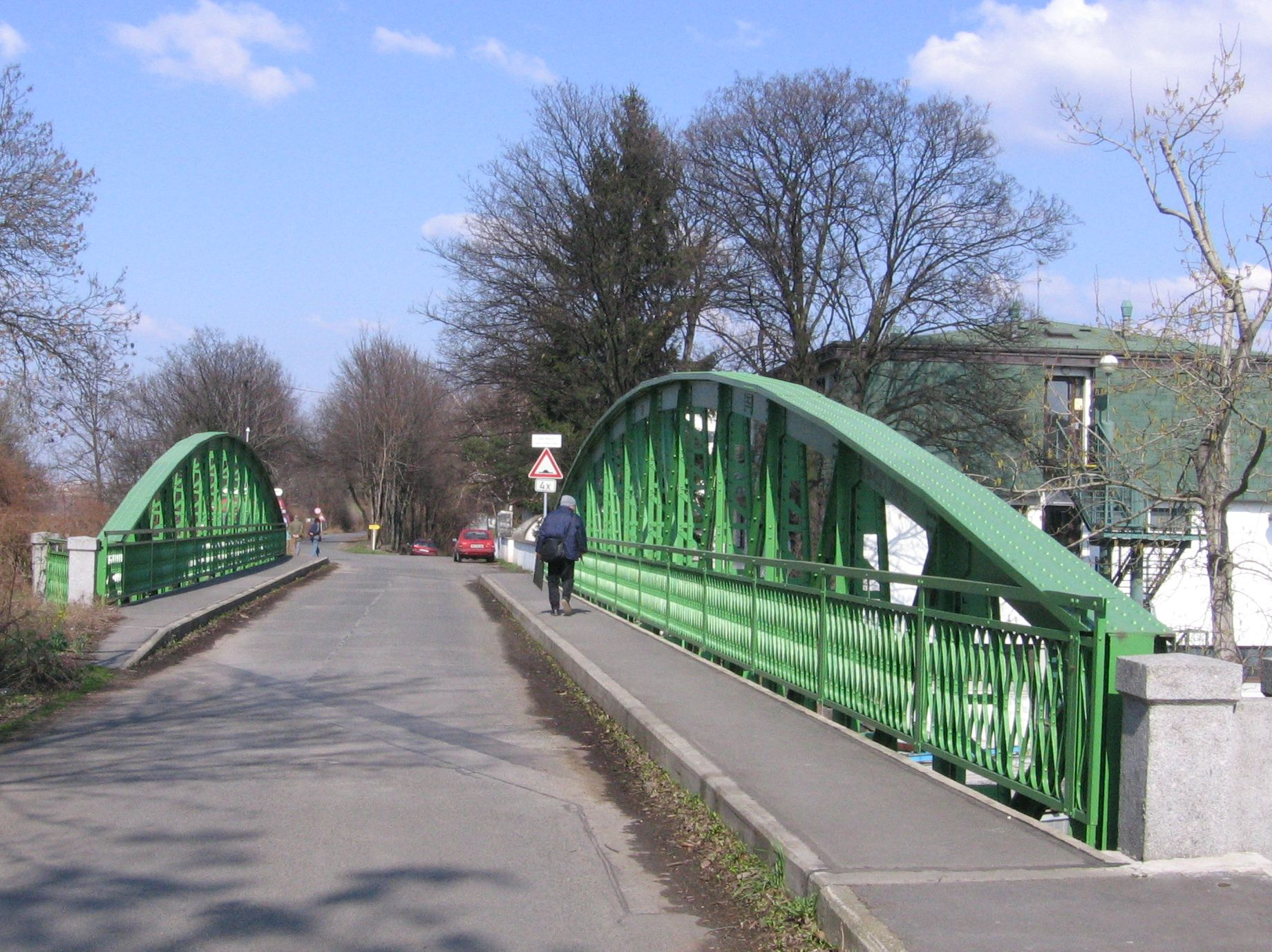
Příhradový most
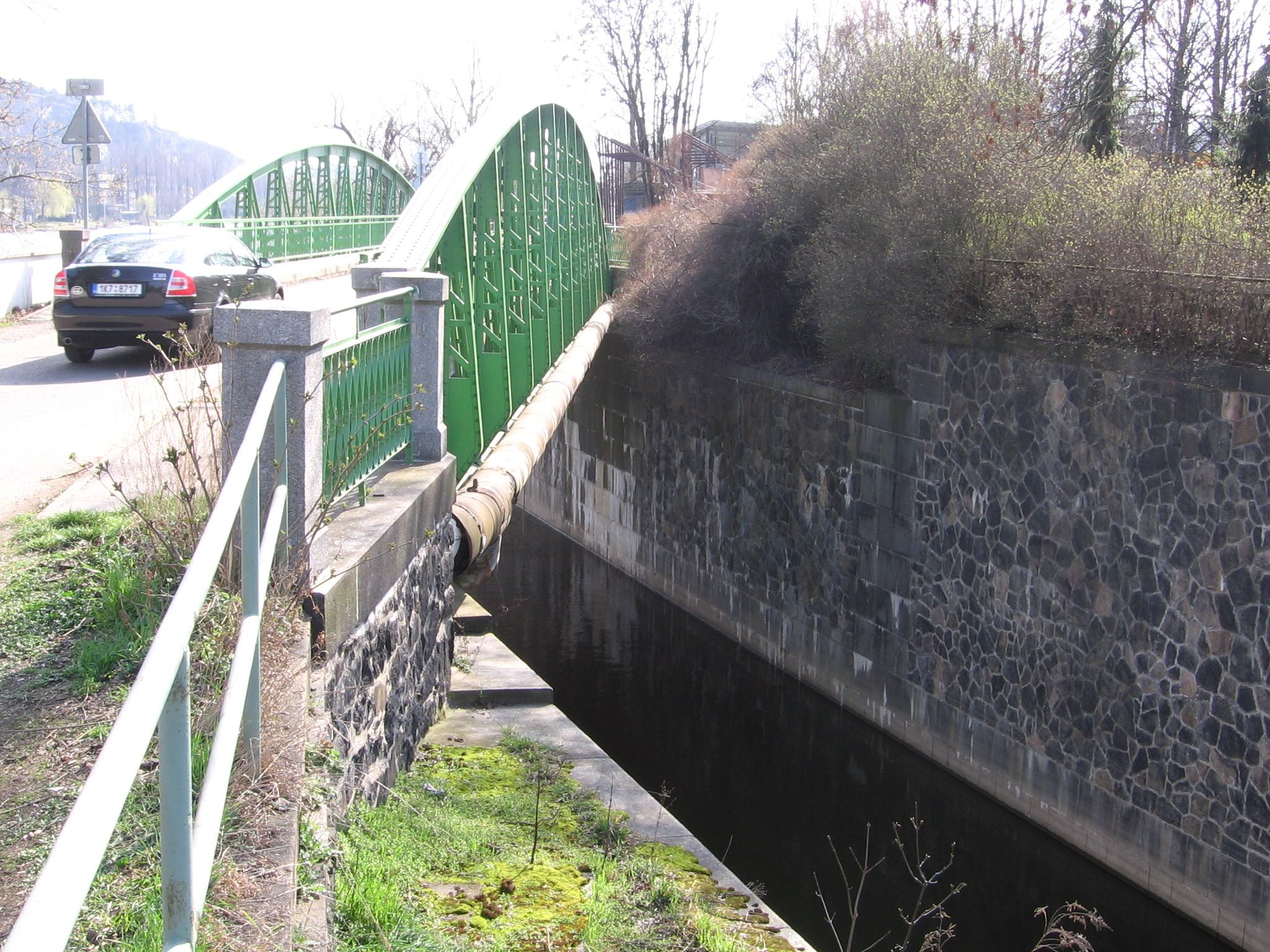
Původní opěra obou mostů
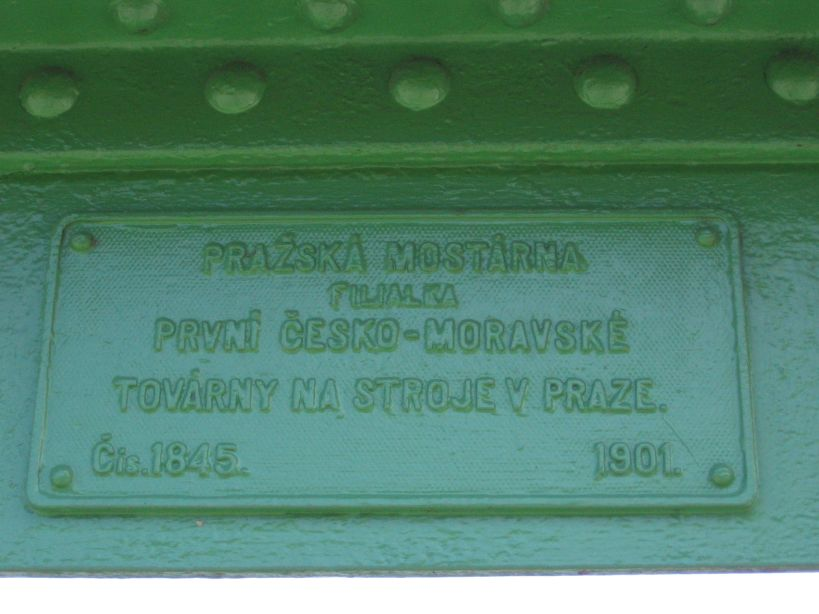
Česká tabulka
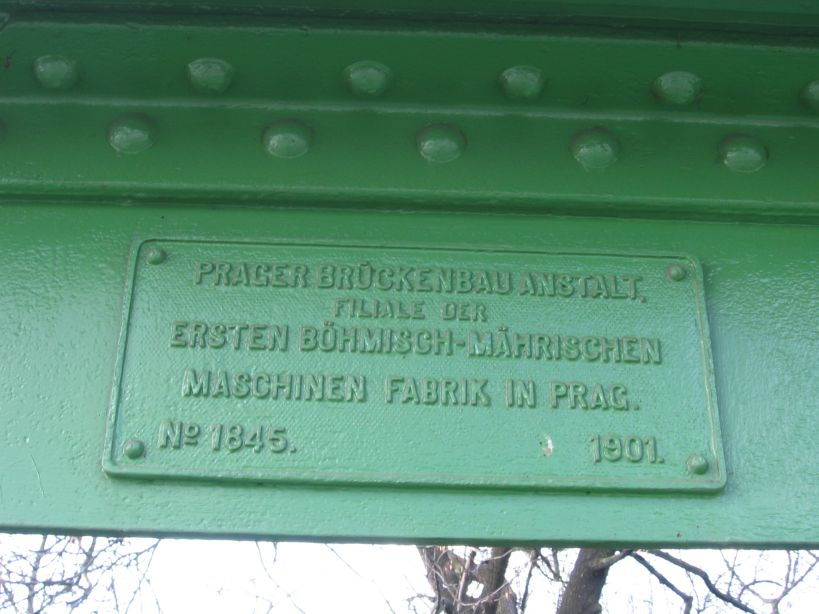
Německá tabulka